# Valentín Fernández Bazán
Valentín Rolando Fernández Bazán (Trujillo, 1966) es un médico y político peruano. Ocupó la alcaldía del distrito de Nuevo Chimbote en tres periodos.

## Biografía
Nació en Trujillo, Perú, el 20 de julio de 1966. Cursó sus estudios en el Colegio Nacional San Juan de Trujillo. Entre 1984 y 1993 estudió medicina humana en la Facultad de Medicina de San Fernando y realizó sus estudios de especialización en la Universidad Nacional de Trujillo entre 1996 y 1999.

## Vida política
Participó en las elecciones municipales del 2002 como candidato del Partido Aprista Peruano para la alcaldía distrital de Nuevo Chimbote. En las elecciones del 2006 fue reelegido también por el mismo partido. En las elecciones del 2010 perdió la elección tras quedar en segundo lugar. En las elecciones del 2014 volvió a tentar la elección con su propia agrupación Vale Áncash logrando por tercera vez la elección como alcalde. En las elecciones del 2018 se presentó como candidato de Alianza para el Progreso para la alcaldía provincial del Santa quedando en segundo lugar.